# Провулок Макаренка (Київ)
Прову́лок Мака́ренка — провулок у Дніпровському районі міста Києва, місцевість ДВРЗ. Пролягає від Марганецької вулиці до Опришківської вулиці.

## Історія
Провулок виник у середині XX століття під назвою 618-та Нова вулиця. Сучасна назва на честь українського радянського педагога Антона Макаренка — з 1953 року.